# Lenore Lake
Lenore Lake är en sjö i Kanada.   Den ligger i provinsen Saskatchewan, i den centrala delen av landet, 2 300 km väster om huvudstaden Ottawa. Lenore Lake ligger 521 meter över havet. Arean är 69 kvadratkilometer. Den sträcker sig 8,0 kilometer i nord-sydlig riktning, och 6,3 kilometer i öst-västlig riktning.
Trakten runt Lenore Lake är nära nog obefolkad, med mindre än två invånare per kvadratkilometer.